# Ksawery Starzeński
Franciszek Ksawery Mikołaj Starzeński herbu Lis (ur. 9 grudnia 1769 w Grabownicy Starzeńskiej, zm. 24 grudnia 1828 w Górze Ropczyckiej) – polski ichtiolog, hrabia i ziemianin, od 1815 austriacki szambelan, członek Stanów Galicyjskich z grona magnatów.
Syn Piotra i Marianny Rogalińskiej. Mąż Katarzyny Bobronicz-Jaworskiej, z którą miał troje dzieci: Kazimierza Ksawerego, Julię i Gabrielę.